# Takuro Yajima
Takuro Yajima (født 28. marts 1984) er en japansk fodboldspiller.
Han har spillet for flere forskellige klubber i sin karriere, herunder Kawasaki Frontale, Shimizu S-Pulse, Yokohama F. Marinos og Kyoto Sanga FC.